# Casteldidone
Casteldidone – miejscowość i gmina we Włoszech, w regionie Lombardia, w prowincji Cremona.
Według danych na rok 2004 gminę zamieszkiwało 569 osób, 56,9 os./km².